# Szekeres Dénes
Szekeres Dénes (Pécs, 1944. július 15. –) Balázs Béla-díjas (2010)  filmproducer. A Tivoli Filmprodukció Kft. és a Focus Fox Digitális Video Kft. ügyvezető igazgatója.

## Életpályája
1969-1973 között a Pécsi Balett titkára volt a Pécsi Nemzeti Színházban. 1973-1978 között a Mafilm igazgatóságának titkára volt. 1975-1978 között a Színház- és Filmművészeti Főiskola gyártásszervező szakos hallgatója volt. 1978-1987 között a Mafilm gyártásvezetőjeként dolgozott. 1987-1990 között a Dialóg Filmstúdió főgyártásvezetője volt. 1990-2001 között a Focus Film Kft. ügyvezető igazgatója volt. 1994-2001 között a Focus-Fox Digitál Video Stúdió Kft. ügyvezető igazgatója. 2001 óta a Tivoli-Filmprodukció Kft. ügyvezető igazgatója és producere. 2008 óta az Európai Film Akadémia tagja.

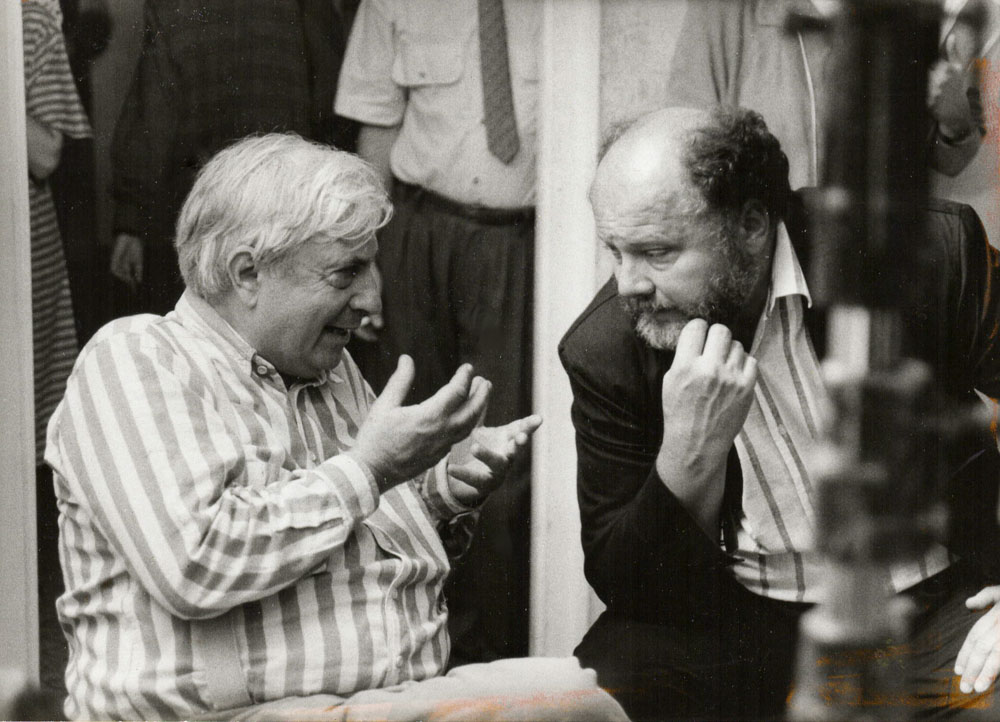
Szekeres Dénes Bacsó Péter filmrendezővel.

## Filmjei

### Játékfilmek
- 2016 Gondolj rám
- 2015 Hajnali láz
- 2012 Dolma lányai
- 2011 Nyár utca, nem megy tovább
- 2010 Vespa
- 2009 Tréfa
- 2009 Besa - Az adott szó
- 2009 A csodák országában
- 2007 A Nap utcai fiúk
- 2006 Álom a Paradicsomból
- 2006 Nincs kegyelem
- 2005 De kik azok a Lumnitzer nővérek?
- 2005 Az igazi Mikulás
- 2004 A porcelánbaba
- 2004 Nehéz napok a Cho Oyun
- 2004 Argo
- 2003 Szerelemtől sújtva
- 2002 Szökés Budára
- 2002 Az utolsó blues
- 2001 Kémjátszma
- 2001 Nagy ember, kis szerelem
- 2000 Král Sokolu
- 2000 A kokain földjén
- 2000 Solymász Tamás
- 2000 Glamour
- 1998 Sako menyegzője
- 1997 Fűrészporos mesék
- 1995 Megint tanú
- 1993 Jónás, aki a cethal gyomrában élt
- 1993 Balkán! Balkán!
- 1991 Sztálin menyasszonya
- 1985 Az elvarázsolt dollár
- 1982 Csak semmi pánik

### Tévéfilmek

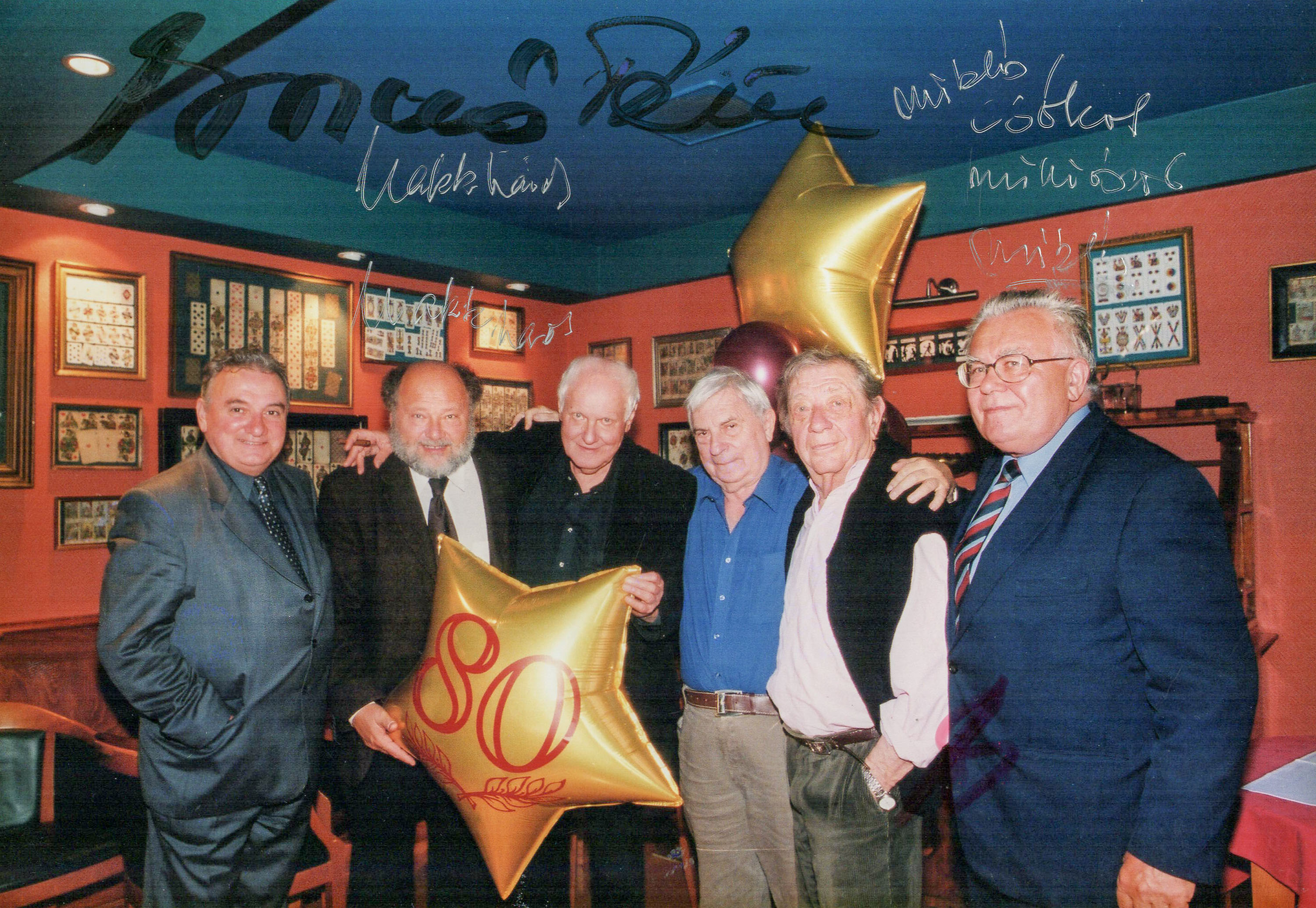
Szekeres Dénes Jancsó Miklós filmrendező 80.születésnapján Bacsó Péter és Makk Károly filmrendezők társaságában

- 2006 Fekete fehér
- 2005 Csaó bambinó
- 2000 Rendőrsztori
- 1996 Hello Doki
- 1993 Kis Romulusz
- 1987 Zsarumeló
- 1981 A természet lágy ölén
- 1980 Gyilkosság a 31. emeleten
- 1980 Szerelmem Elektra

## Díjai

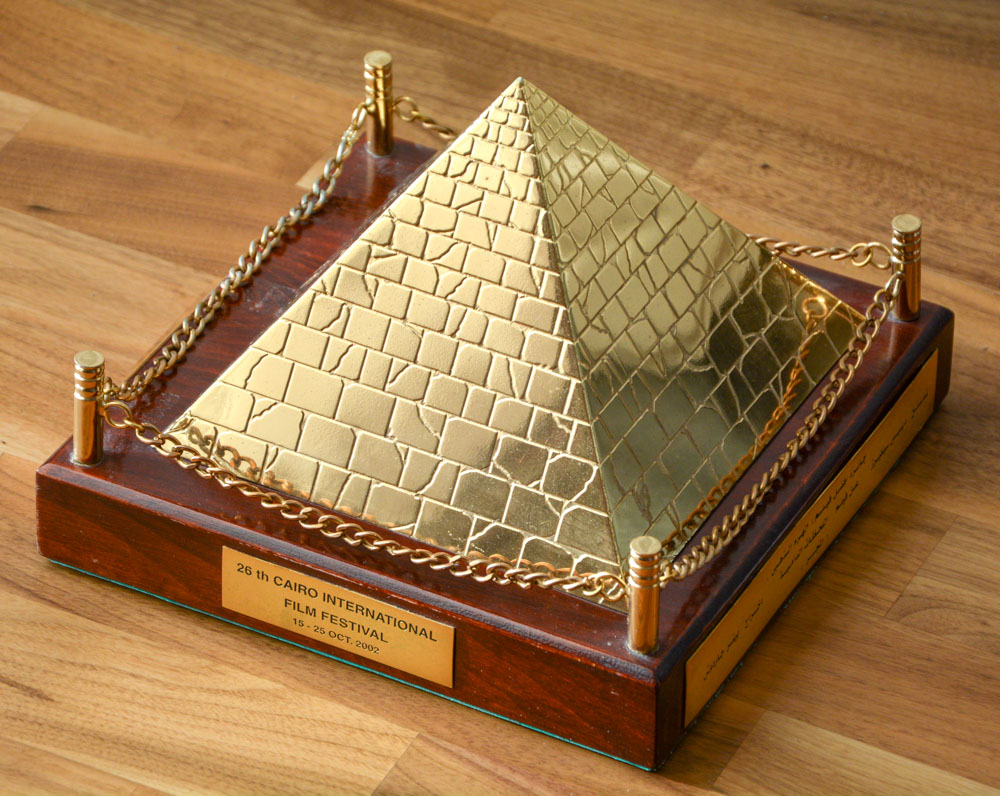
A Kairói Filmfesztivál Arany Piramis díja az Utolsó blues c. filmnek.

- Kairói Filmfesztivál Arany piramis díja (2002) Utolsó blues
- A filmszemle díja (2008) A Nap utcai fiúk
- Balázs Béla-díj (2010)